# Рековець Леонід Іванович
Леонід Іванович Рековець (* 10 серпня 1948, Ніжин) — український і польський палеозоолог і теріолог, фахівець з викопних дрібних ссавців, переважно гризунів, неогену та антропогену Європи, професор, доктор біологічних наук, лауреат Премії імені Івана Шмальгаузена, член Ради Українського теріологічного товариства НАН України. Автор близько 210 наукових праць, зокрема кількох монографій.

## Життєпис
Закінчив Ніжинський державний педагогічний інститут імені М. В. Гоголя. Працював у Інституті зоології АН УРСР (НАН України), з 1996 р.  до 2015 р. — в Національному науково-природничому музеї НАН України). З 2002 року працює у Природничому університеті Вроцлава (Вроцлав, Польща) (за сумісництвом) паралельно з роботою в Національному науково-природничому музеї НАН України (до 2015 р.) та в Ніжинському державному університеті (з 2015 р. завідувач кафедри зоології).

## Українське теріологічне товариство
Учасник багатьох конференцій УТТ та автор низки збірників наукових праць, член редколегії та автор «Праць Теріологічної школи».

## Відзнаки
- 1997 (вручено 1998) — лауреат Премії імені І. І. Шмальгаузена НАН України за серію праць «Еволюція ссавців і еколого-морфологічні особливості їх паразитів в антропогені» (в колективі з паразитологами ІЗАН).